# 견탐라사
견탐라사(일본어: 遣耽羅使)는 야마토 왕권에서 탐라(耽羅)에 파견한 사절이다.

## 배경
탐라, 즉 제주의 역사적 기록으로는 3세기 중국의 사서 《삼국지》(三國志) 위지 동이전(魏志東夷傳)에 보이는 주호(州胡)가 가장 오래된 것이며, 《고려사》(高麗史) 지리지(地理志)에는 왜와의 관계를 전하는 전설도 기재되어 있어서, 고대로부터 제주와 일본의 교류가 활발했음을 알 수 있다. 탐라는 3세기부터 이미, 대마국(쓰시마), 일기국(이키섬) 및 노국 등 규슈 일대의 크고 작은 왕국들과 더불어 야마타이국과도 교류하고 있었으리라 여겨지는데, 이미 한반도의 고대 삼한이 왜국과 교류하고 있었고, 주호는 진한 등과도 교역이 이루어지고 있었으며, 주호는 왜와 관련이 있다는 기록이 함께 존재한다. 따라서 주호 즉 제주도와 왜 소국들이 직접 교류했을 가능성은 상당히 많다.
그 뒤 5세기에서 6세기에 걸치는 《삼국사기》(三國史記)의 기사에 보이듯, 탐라는 백제(百濟)에 조공을 바치고 복속하게 된 것으로 보인다. 《수서》(隋書)에는 수(隋)에서 왜국으로 가는 사신이 남쪽으로 담모라(탐라)를 보며 항해했다는 기록이 있으며 일본이 당에 파견한 4차 견당사는 지금의 중국 절강 성 지역인 월주(越州)를 출항해 귀국하는 길에 표류, 일부가 탐라도에 닿기도 했다.

## 개요
660년에 나(羅)·당(唐) 연합군의 공격으로 백제의 수도가 함락된 뒤, 백제의 멸망 과정을 지켜본 탐라는 격동적으로 변해가던 국제관계 속에서 나름대로 자구책을 모색하고자 했다. 같은 해에는 당에도 사신을 파견하였고, 이듬해인 661년에 왜에서 파견한 제4차 견당사(遣唐使)가 탐라에 표착했을 때는 왕자(王子) 아파기(阿波伎) 등 9인을 왜국으로 보내 조공하게 하였으며(《일본서기》), 이후 665년부터 매년 거르지 않고 667년까지 왕자 등 사신이 탐라에 파견되었다. 669년에도 탐라는 다시 왕자를 사신으로 왜국(일본)에 보냈다. 신라에는 문무왕(文武王) 2년(662년)에 사신을 보내 항복했다는 기록이 나온다.
탐라가 왜에 보낸 사신은 덴무 천황(天武天皇) 3년(674년)과 5년(676년), 7년(678년) 등 2~3년만에 한 번씩, 공식 기록으로만 총9회에 걸치는 것으로 확인되고 있다. 또한 백강구 전투(663년)에서 백제 흥복군의 부여충승, 충지 및 왜병과 함께 유인궤(劉仁軌)에게 항복한 자로 「탐라국사(耽羅國使)」가 확인되는데 이 시기 탐라는 왜와 함께 백제 흥복군 지원을 위한 활동을 전개하고 있었고, 백강구 전투에도 탐라의 수군이 참전한 것으로 보인다.
왜국으로의 사신 파견 및 조공에 왜는 덴무 8년(679년)과 13년(684년) 탐라로도 사자를 파견하였다. 첫회에 보낸 사자는 기록에 이름이 남아있지 않지만, 두 번째로 보낸 사자(덴무 13년 10월)에 대해서는 《일본서기》권29에 대사(大使) 이누카이노 무라치(犬養連) 다마키(手纏), 소사(小使) 가와바라노 무라치(川原連) 가니(加尼)로 기록되어 있다. 또한 지토 천황(持統天皇) 2년(688년)과 7년(693년)에도 탐라에서는 일본에 사신을 보냈지만, 수도에 들어오지는 못하고 다자이후(大宰府)에 머무르다 돌아가야만 했다.

## 참고 문헌
- 모리 기미유키(森公章)『「백촌강(白村江)」이후 국가위기와 동아시아 외교』(講談社選書メチエ、1998년) ISBN 4-06-258132-9
- 윤명철 『한국해양사』(학연문화사, 2003년)